# كايلي واتسون
كايلي واتسون (بالإنجليزية: Kylie Watson)‏ هي مصممة ديكور ‏ وممثلة أسترالية، ولدت في 7 مايو 1978 في غوسفورد في أستراليا.

## وصلات خارجية
- كايلي واتسون على موقع IMDb (الإنجليزية)
- كايلي واتسون على موقع قاعدة بيانات الفيلم (الإنجليزية)